# Heinrich Sölter
Heinrich Sölter (* 26. Juli 1889 in Barntrup; † 29. November 1955 in Lemgo) war ein deutscher Politiker (SPD).
Sölter war in der Weimarer Republik Mitglied des Landtages im Freistaat Lippe, dem er bis zur Auflösung angehörte. Nach Ende des Zweiten Weltkrieges war er von 1945 bis November 1955 Mitglied des Rates und während dieser Zeit von 1945 bis 1952 Bürgermeister der Stadt Barntrup. Dem Kreistag gehörte er von 1946 bis November 1955 an. Zudem war er in den Jahren 1945 bis 1946 Mitglied des ernannten Landtags von Lippe.

## Würdigung
In Barntrup ist die Heinrich-Sölter-Straße nach ihm benannt.